# Julius Zarest
Georg Leonhard Julius Zarest; gebürtig Georg Leonhard Julius Zapf (11. Mai 1865 in Frankfurt am Main – 31. Oktober 1939 in Stettin) war ein deutscher Opernsänger (Bariton).

## Leben
Zarest wurde unter dem Namen Georg Leonhard Julius Zapf als Sohn des Postdirektors Adam Zapf und dessen Ehefrau Helena geb. Weinberg geboren. Durch Verfügung des Regierungspräsidenten von Stettin war es ihm ab 1915 erlaubt, offiziell den Familiennamen Zarest zu führen. 
Anfänglich studierte Zarest Musik am Hochschen Konservatorium und wollte sich für die Kapellmeisterlaufbahn ausbilden. Als er jedoch auch mit dem Gesangsstudium begann, wurde seine Stimme allgemein gelobt und er entschloss sich, die Sängerlaufbahn einzuschlagen. Er studierte zuerst bei Franz Krückl, ging dann nach Mailand, um dort bei Cesare Galliera auch die italienische Schule durchzumachen. Sein erstes Engagement fand er 1888 am Stadttheater Trier, hierauf kam er nach Bern, sodann in das Stadttheater am Brausenwerth in Elberfeld, das er verließ, um in den Verband des Wiesbadener Hoftheaters zu treten. 
1891 begab er sich nach Amerika, wo er am Amberg-Theater in New York wirkte und eine Tournee durch die Vereinigten Staaten unternahm.
Nach Europa zurückgekehrt, verblieb er kurze Zeit am Mannheimer Hoftheater, um 1894 ein Engagement am Hoftheater in Hannover anzunehmen, dem er bis 1902 angehörte. Dort wirkte er 1898 in der Uraufführung der Oper „Matteo Falcone“ von Theodor Gerlach mit. 
Von 1902 bis 1906 war er am Stadttheater Stettin beschäftigt. Er trat als Gast 1901 an der Hofoper von München und  1903 am Opernhaus von Riga auf. Er wurde vor allem als großer Wagner-Interpret bekannt. Seine weiteren Partien waren der „Rigoletto“, der „Nelusco“ in Meyerbeers „Africaine“, der „Don Giovanni“, der Titelheld in Rossinis „Wilhelm Tell“ und der „Bois Guilbert“ in Marschners „Der Templer und die Jüdin“. 
Nach dem Ende seiner Karriere leitete er eine Gesangschule in Stettin, wo er im Oktober 1939 auch verstarb.